# Nó aselha
É feito na ponta de um cabo para formar uma alça ou asa destinada a pendurar um cabo ou suspender um prumo. Não pode receber esforço pois se torna difícil de desfazer. Pode ser feito em ponto puído de um cabo para substituir o catau.